# Tenodera angustipennis
Tenodera angustipennis — один з видів богомолів багатого роду Tenodera. Великі крилаті богомоли, поширені в Східній Азії та прилеглих до неї островах Океанії, інтродуковані на схід Північної Америки.

## Спосіб життя
Як і всі види богомолів є хижаком. Якщо богомол відносно ситий, то полює з засідки. Натомість дуже голодний богомол вирушає на пошуки жертв і може долати відстані в десятки метрів.
Самиця часто з'їдає самця після парування. Статевий канібалізм у цього виду корелює зі ступенем голодності самиці. При цьому самець, помітивши агресивність конкретної самиці, може уникати парування з нею.

## Ареал
Найпівнічніше мешкає на Далекому Сході Росії, на півдні Приморського краю, де трапляється на луках та узліссях листяних лісів.
Інтродукований на північний схід США та південь Канади, де з середини XX століття займає одну територію з іншими інвазивними богомолами Tenodera sinensis та богомолом звичайним.